# Darren Sharper
(en) Statistiques sur pro-football-reference
Darren Sharper, né le 3 novembre 1975, est un joueur de football américain.

## Biographie
Il a d'abord joué avec les Packers de Green Bay avant d'être échangé aux Vikings du Minnesota en 2005 puis aux Saints de La Nouvelle-Orléans en 2009. Sa saison record (2009) comptait 9 interceptions.
Le 27 décembre 2009, sa neuvième interception de la saison lui permit d'établir le record du plus grand nombre de yards en retour de tous les temps lors de la saison régulière.
Il est accusé en 2016 à une peine de 15 à 20 ans de prisons pour avoir drogué et violé 9 femmes dans 4 États différents.